# Megaselia flavopleura
Megaselia flavopleura är en tvåvingeart som först beskrevs av Malloch 1914.  Megaselia flavopleura ingår i släktet Megaselia och familjen puckelflugor. Inga underarter finns listade i Catalogue of Life.